# 11847 Winckelmann
11847 Winckelmann eller 1988 BY2 är en asteroid i huvudbältet som upptäcktes den 20 januari 1988 av den tyske astronomen Freimut Börngen vid Tautenburg-observatoriet. Den är uppkallad efter tysken Johann Joachim Winckelmann.
Asteroiden har en diameter på ungefär 10 kilometer.